# 旅华朝鲜人总联合会
旅华朝鲜人总联合会（朝鲜语：／）是位于中华人民共和国的一个支持的朝鲜族群体社会团体。该组织主席为崔秀凤，2016年8月10日在沈阳举行了第六届大会。该组织在中国其他地区有分支机构，其中包括延边朝鲜族自治州。总联人数约为7000人。